# باتي مالوني
باتي مالوني (بالإنجليزية: Patty Maloney)‏ هي ممثلة أمريكية، ولدت في 17 مارس 1936 في الولايات المتحدة.

## وصلات خارجية
- باتي مالوني على موقع IMDb (الإنجليزية)
- باتي مالوني على موقع قاعدة بيانات برودواي على الإنترنت (الإنجليزية)
- باتي مالوني على موقع قاعدة بيانات الفيلم (الإنجليزية)